# Garota

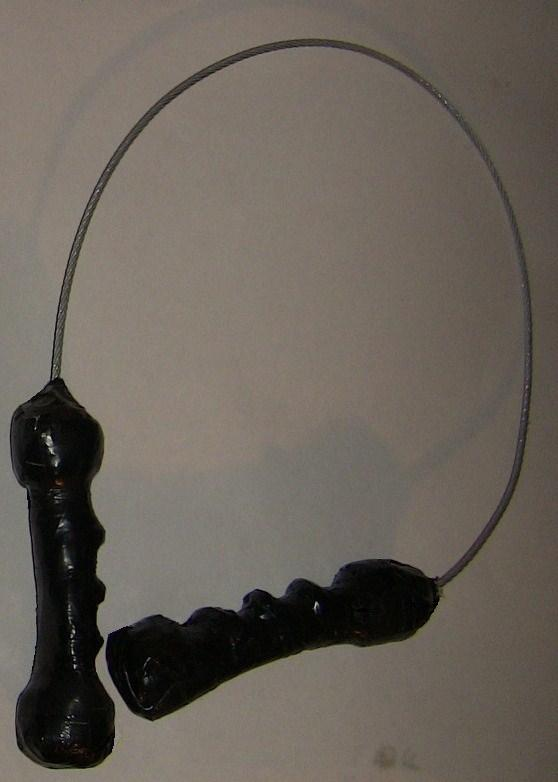
Garota z drutu fortepianowego

Garota (hiszp. garrote) – broń wykorzystywana od czasów starożytności przez zabójców do szybkiego duszenia ofiar. Jest to kawałek dość cienkiego, lecz wytrzymałego materiału, do uchwycenia oburącz i zaciskania na szyi ofiary.
Garota może być użyta do samoobrony, mimo iż w założeniu służy do nagłego ataku od tyłu. Jest bardzo łatwa do ukrycia.
Jako garota może posłużyć wiele przedmiotów domowego użytku, takich jak szalik lub przewód telefoniczny.
Broń współcześnie rzadko używana, jednak w XIX wieku budziła grozę, czego dowodem jest fakt, iż policja w wielu krajach wówczas nosiła specjalne kołnierze uniemożliwiające uduszenie.

## Garota jako narzędzie egzekucji

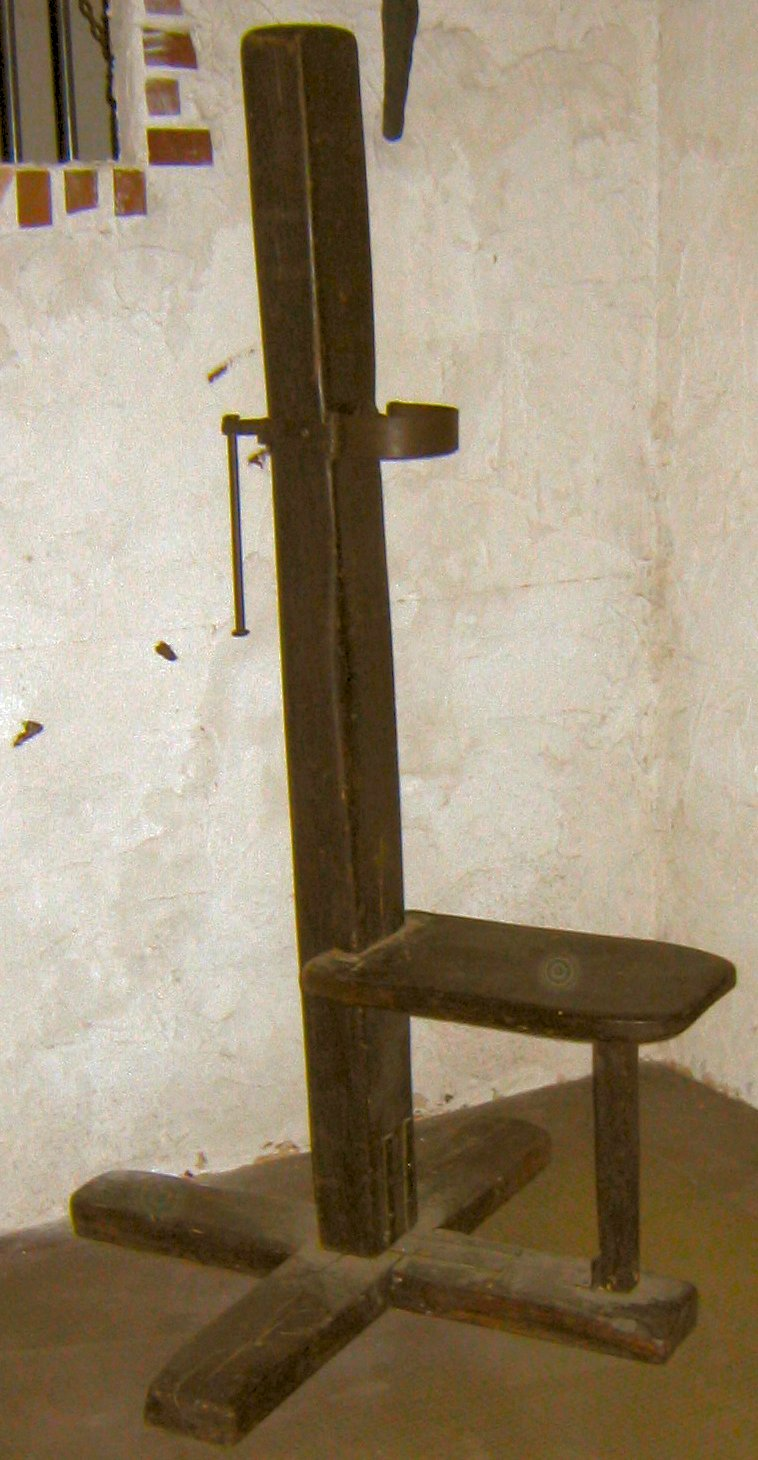
Garota w muzeum tortur w Fryburgu Bryzgowijskim

Tym samym terminem określa się urządzenie do przeprowadzania egzekucji używane m.in. od XIX wieku do lat 70. XX wieku w Hiszpanii i Portugalii. Zasada działania była podobna do opisanej wyżej garoty i szubienicy. Skazany siedział na krześle, podczas gdy pętla powoli (do 25 minut) w wyniku kręcenia korby zaciskała mu się na szyi.

Egzekucje garotą
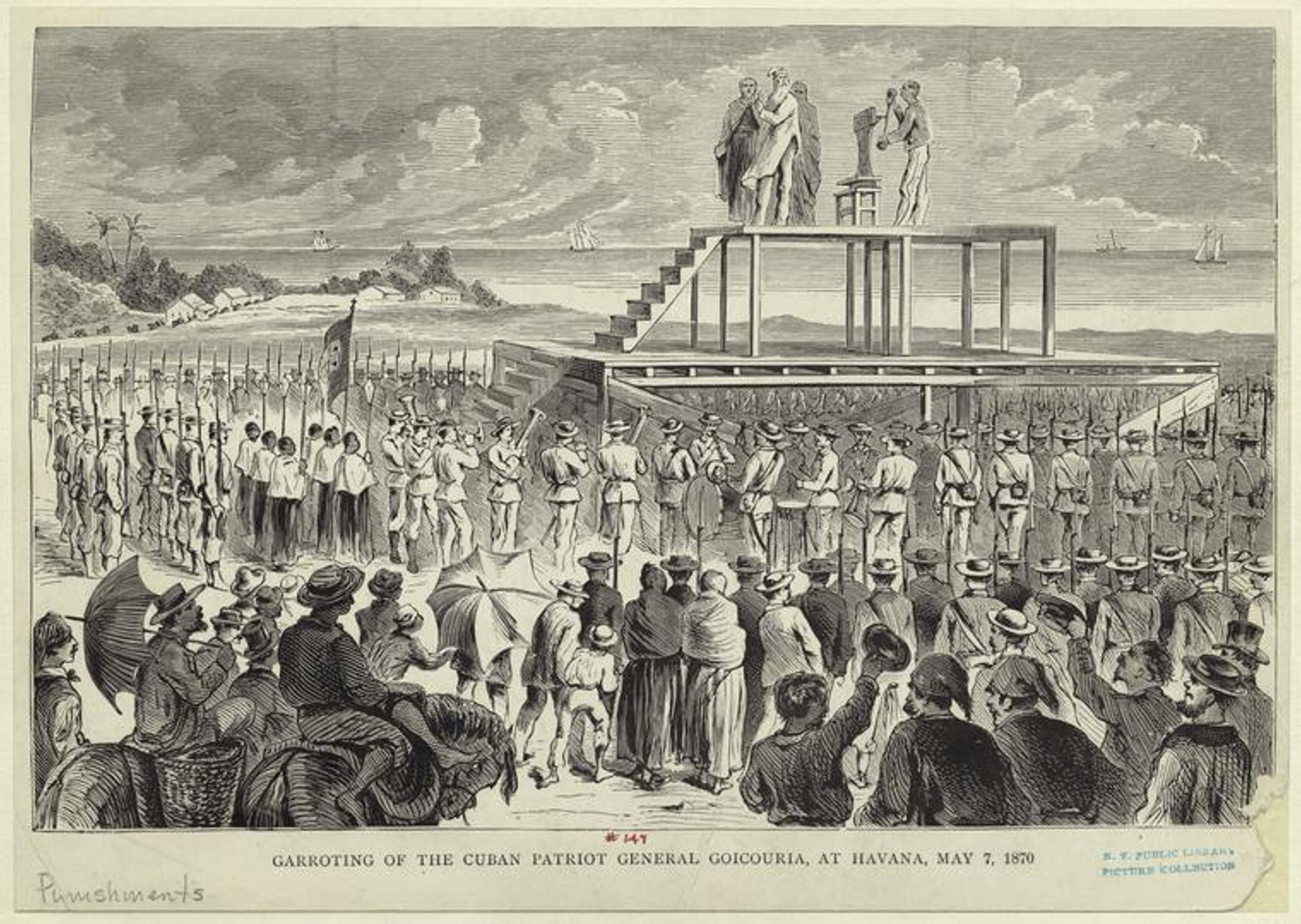
Egzekucja Domingo Goicuria(inne języki) podczas wojny dziesięcioletniej. Hawana, 7 maja 1870
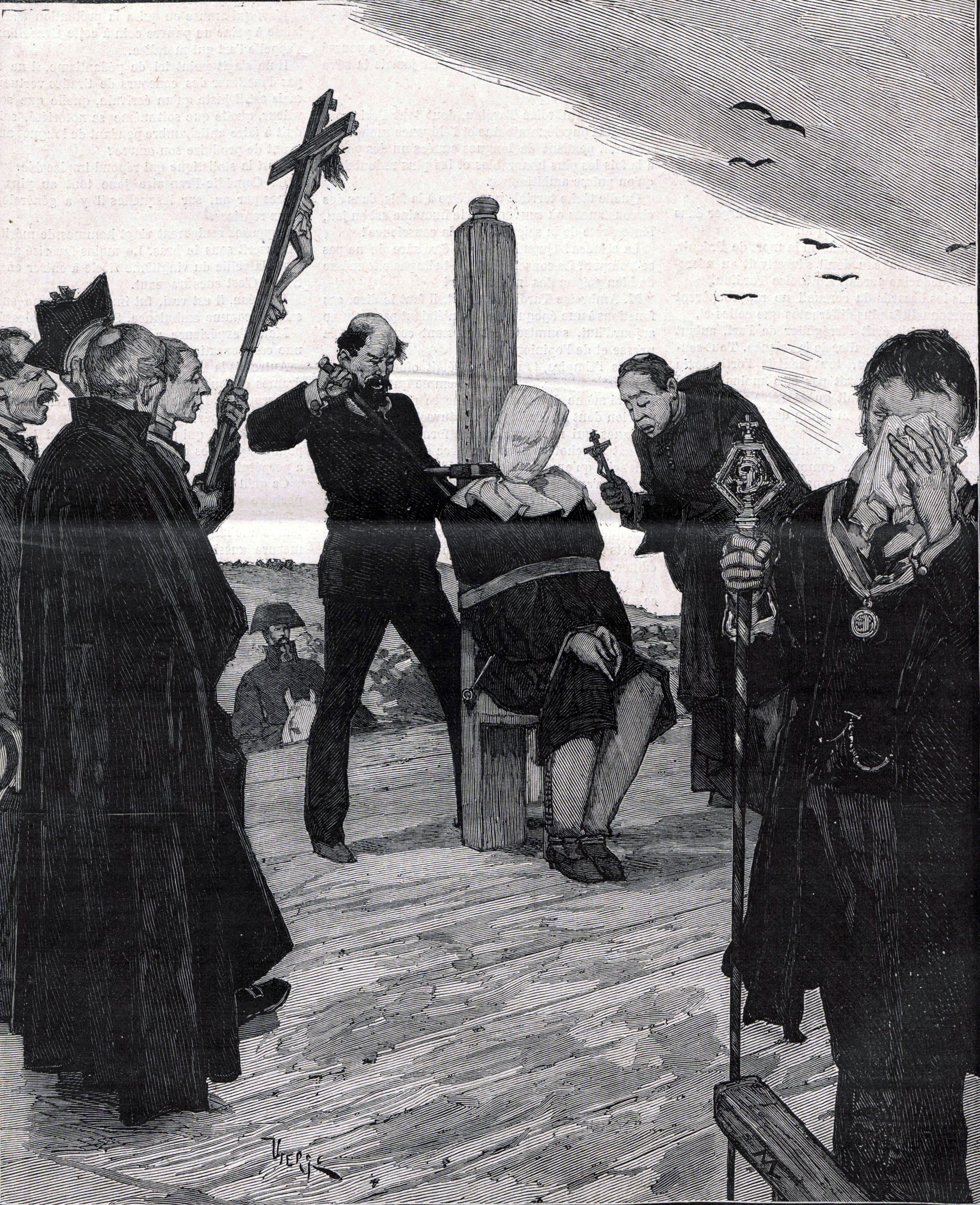
Hiszpania, grafika z 18 stycznia 1879
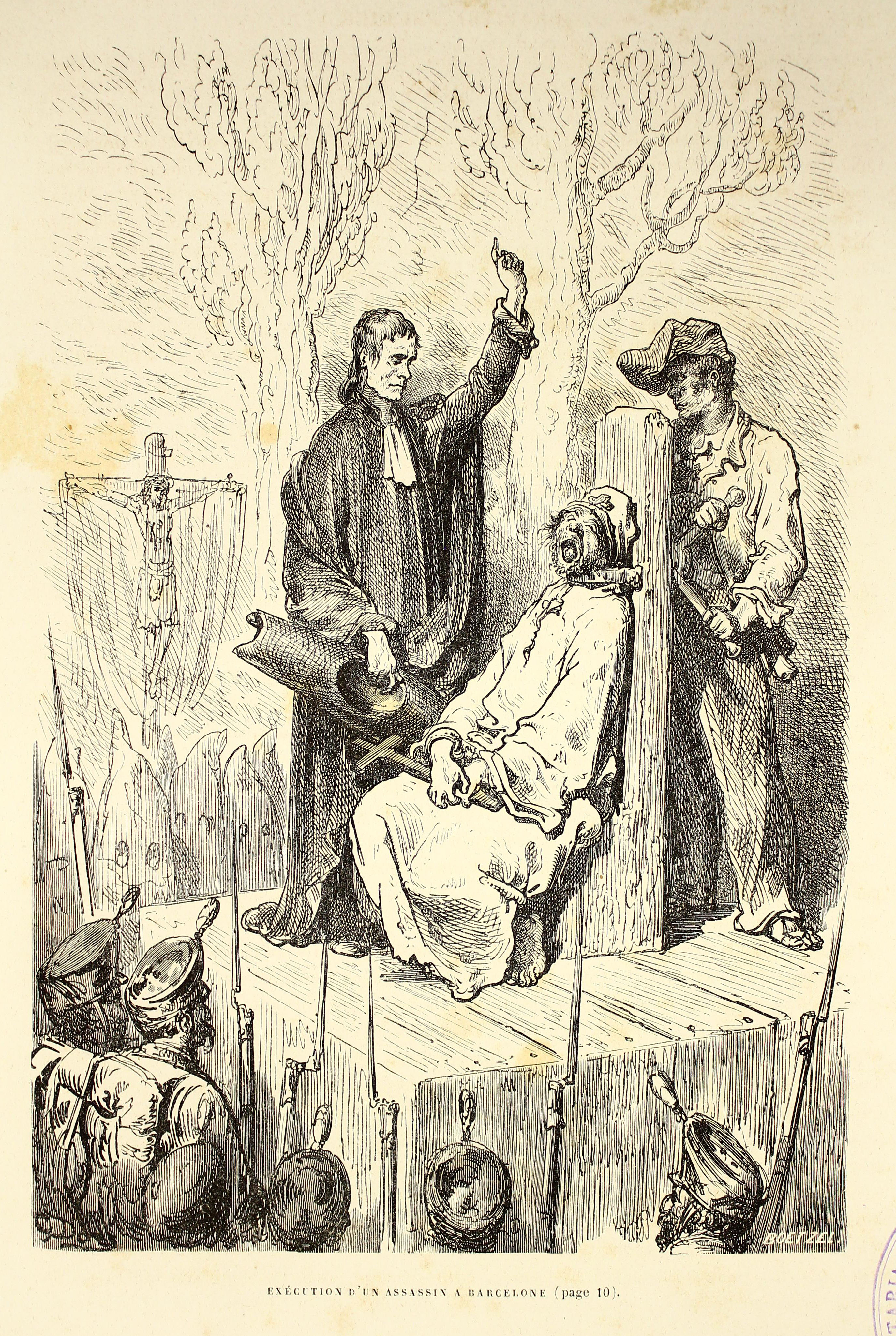
Barcelona, grafika z 1874 roku
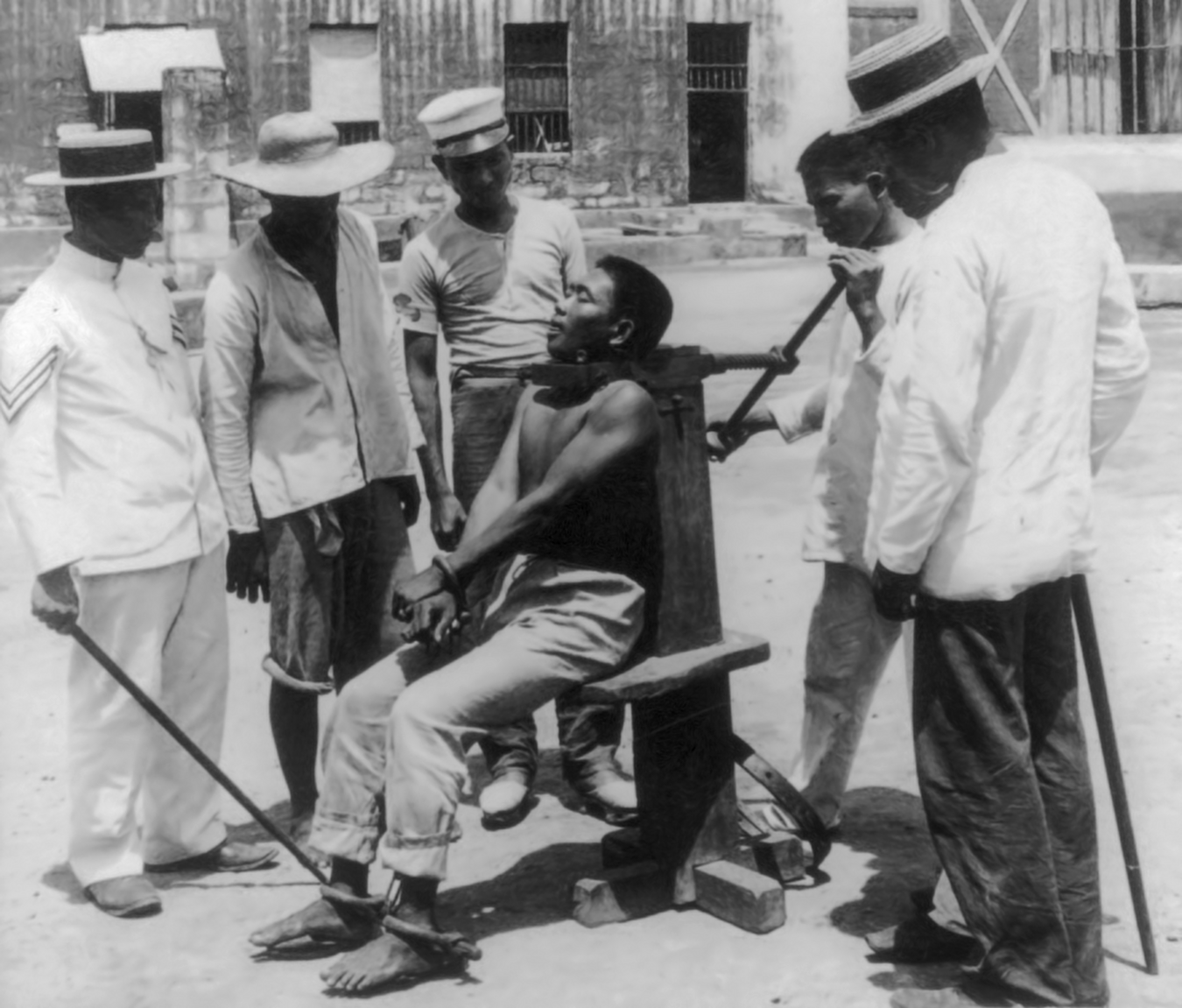
Filipiny, zdjęcie z 1901 roku
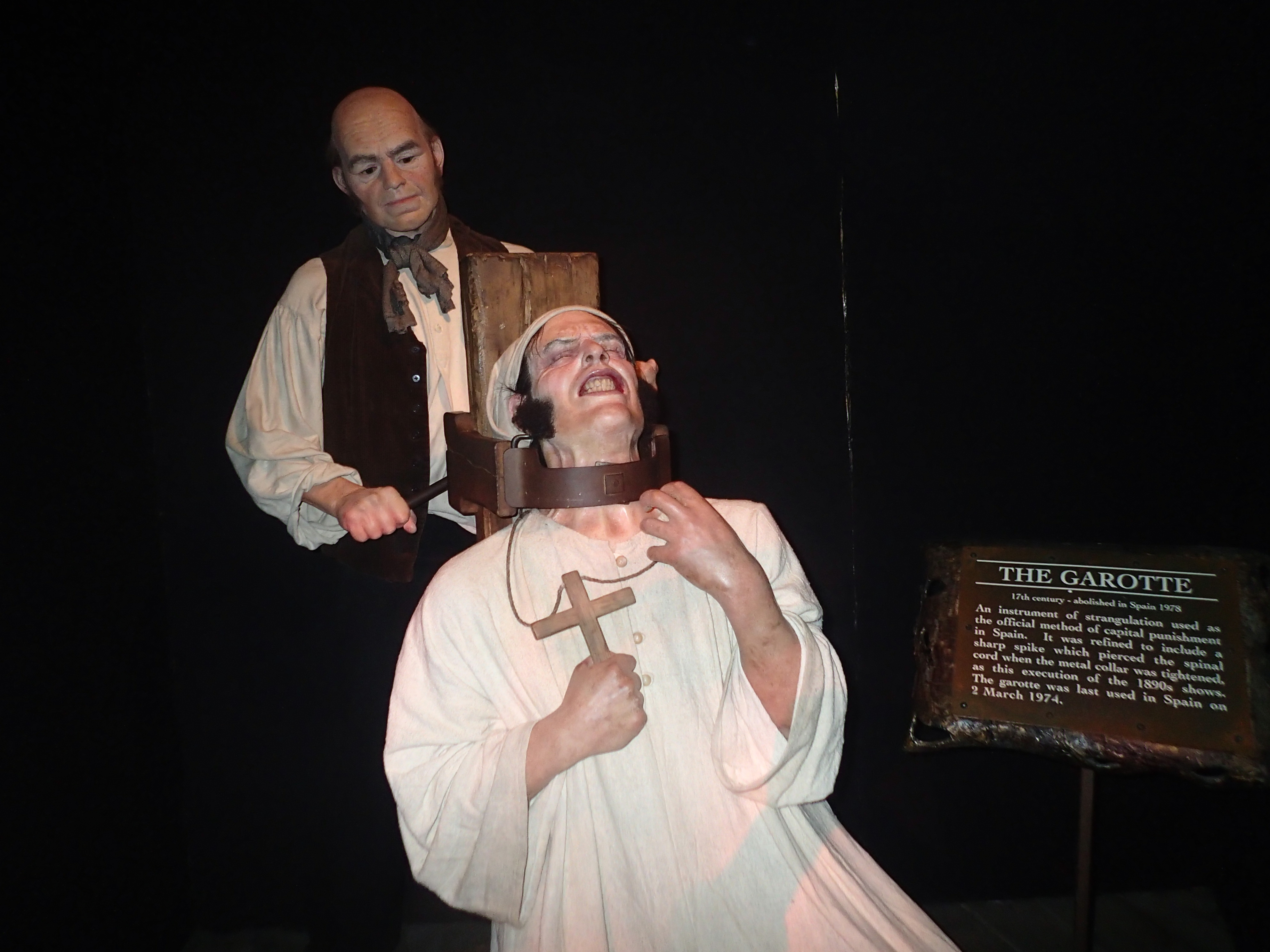
Rzeźba z figurami woskowymi przedstawiająca egzekucję garotą
Obraz Le garrote Eugenia Lucasa Velázqueza.
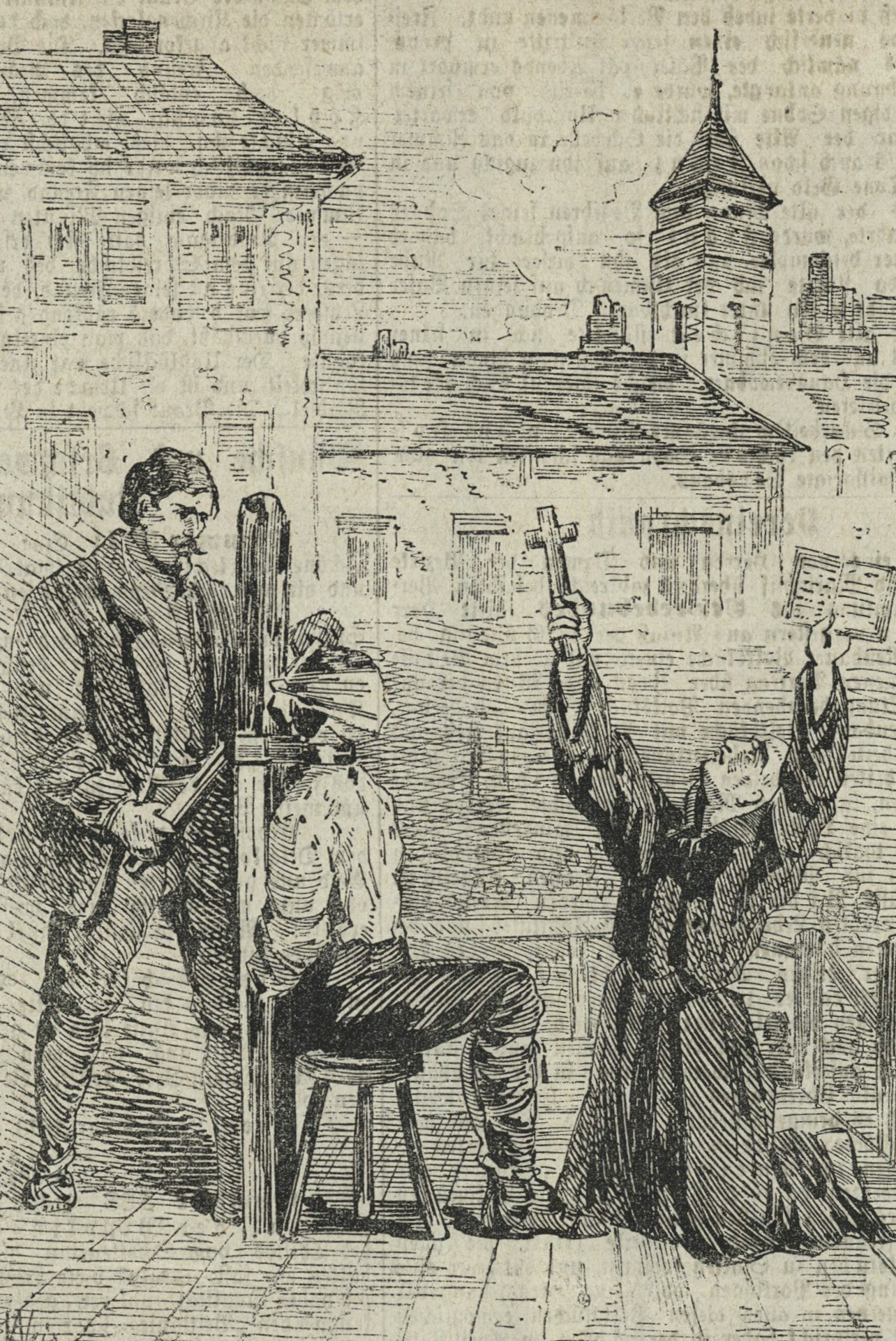
Grafika C. Millmanna z 10 marca 1873 roku
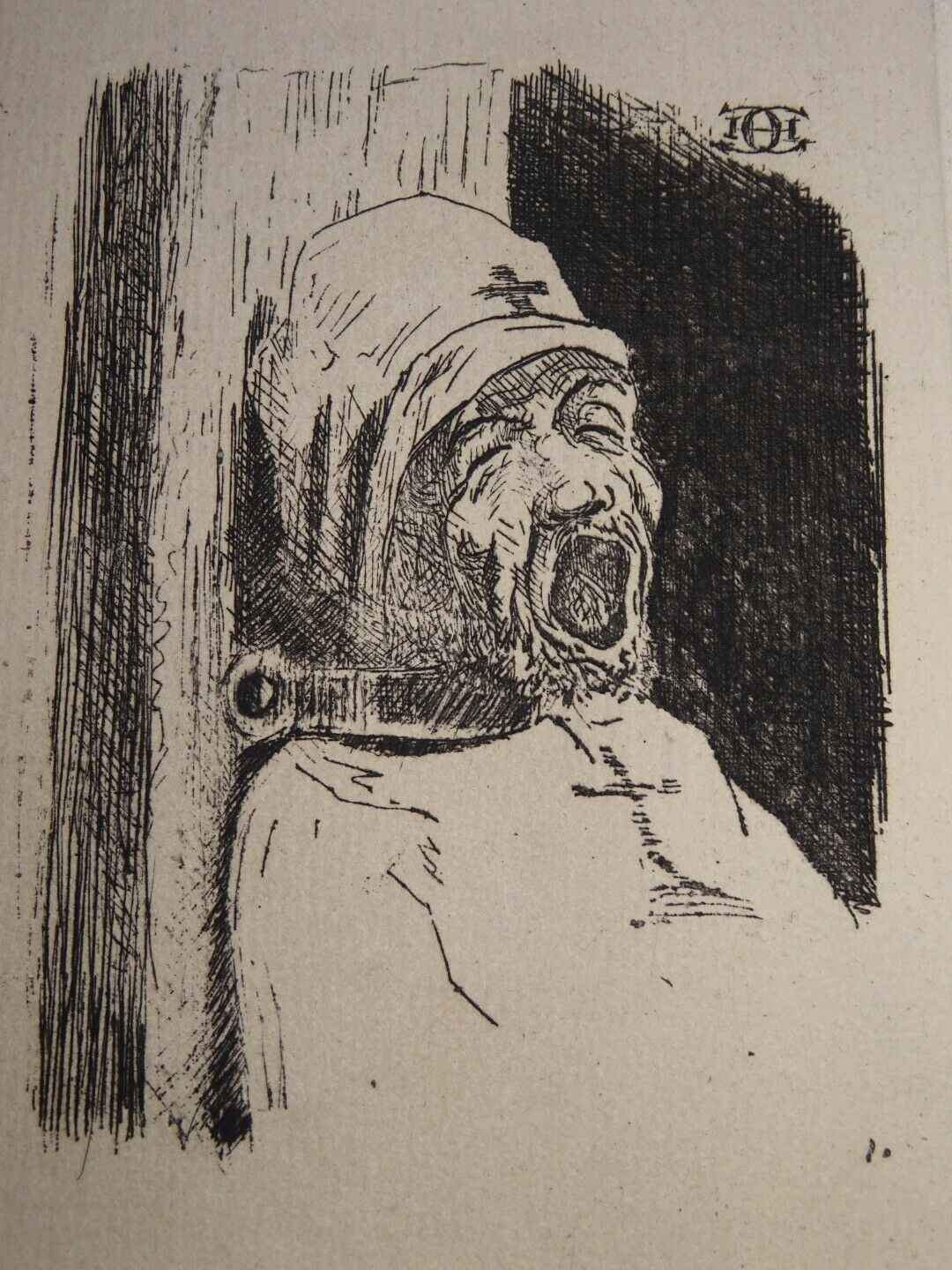
Grafika Le garroté. Henri Guérard(inne języki), XIX wiek.

## Typy garot
Garota tnąca, wykonana z metalowego, elastycznego drutu, uważana za najskuteczniejszą, śmiertelnie niebezpieczną broń. W wyniku jej
działania zwykle dochodzi do poderżnięcia gardła.
Garota miażdżąca, wykonana z grubej, szorstkiej liny. Stosowana do skręcania karku (uduszenie za jej pomocą jest trudniejsze).
W ten sposób zginął Atahualpa („Ustawiono go tyłem do słupa, przeciągnięto sznur wokół pala i jego szyi, zakręcono na kiju i dokręcano kij, który stopniowo zaciskał sznur wokół jego szyi”.).
Garota klasyczna zrobiona z wytrzymałej, nieostrej żyłki, np. struny fortepianowej. Używali jej gangsterzy w filmach „Ojciec chrzestny” oraz „Chłopcy z Ferajny” tytułowy bohater filmu Leon zawodowiec, a także Agent 47 w serii gier Hitman.